# Chandrashekhar Agashe
Chandrashekhar Agashe (marathi: चंद्रशेखर आगाशे)  (Bhor, 14 de febrer de 1888 - Pune, 9 de juny de 1956) va ser un industrial i advocat indi, més conegut per ser el fundador del Brihan Maharashtra Sugar Syndicate Ltd. Va exercir de gerent director de la companyia des de la seva creació el 1934 fins a la seva mort el 1956.

## Biografia
Agashe va néixer el 14 de febrer de 1888 a la Velhe Mahal a la ciutat de Bhor, en aquell moment part de l'estat de Bhor a l'actual Maharashtra. Va ser el gran de quatre fills de Govind Agashe II i Radhabai Agashe (nascuda Bhimabai Bapat). La seva família era Chitpavan Brahmin, i es va establir des de la dècada de 1590 com Agashe gharana del poble de Mangdari a l'estat de Bhor. La família estava ocupada tradicionalment com a savkars (prestataris / banquers) i cap de justícia pseudo-hereditària sota els Reis del Regne de Pantsachiv i, per tant, posseïa la majoria de les terres del poble com a vassalls dels governants de Pantsachiv, on continuaven la tradició tradicional. Empreses familiars de préstec de diners i agricultura arrendatària. El pare d'Agashe, quan feia de justicier en cap, era l'únic savkar bramà a la cort reial de Bhor en el moment del seu naixement.
La família materna d'Agashe era membre de la gapana Bapat de Kalyan, després d'haver establert una branca de la família original a Junnar el 1698, tradicionalment ocupada com a caps de la ciutat. La seva mare era la quarta filla del mamledar hereditari de Junnar, Ramchandra Bapat V (n. 1828, a Kamshet), que va treballar com a historiador de casos i va publicar diverses cartografies històriques del vell Pune després que el Sardar Khire el nomenés el Karbhari de Tulsi Baug. (Tulsibaugwale) família a Pune.
Després de la mort del seu pare el 1899, Agashe havia d'heretar la possessió ancestral a onze anys; però a causa de la seva joventut, els seus parents paterns van confiscar il·legalment les terres i van expulsar de la casa familiar la mare d'Agashe i els seus fills. Va canviar la família a la residència dels seus pares a Shaniwar Peth, Pune el 1900. La pèrdua de la finca de la família va fer que Agashe acceptés el treball de secretaria a l'oficina de correus de l'Índia per mantenir-se a si mateix i als seus germans a través de l'escola. Més tard, va deixar l'Omkareshwar Mandir a Shaniwar Peth en el testament de l'anterior propietari. Agashe va assistir al Nutan Marathi Vidyalaya, matriculant-se el 1905 a l'edat de disset anys, i més tard es va graduar amb una llicenciatura en Bachelor of Arts al Fergusson College el 1914, a l'edat de vint-i-sis anys.
El 1914, Agashe es va casar amb Dwarka Gokhale, la filla gran de Narayan Gokhale VI del Gokhale gharana de Dharwad. La seva família havia servit com a saraf reial hereditari (joiers) a la família Peshwa Bhat des del segle xviii. Era la neboda gran de Bapu Gokhale, general de Peshwa Baji Rao II de l'Imperi Maratha. Va adoptar el nom d'Indirabai Agashe després del matrimoni, i la parella va tenir un total d'onze fills (inclosos els fills Jagdish "Panditrao" Agashe i Dnyaneshwar Agashe, i la filla Shakuntala Karandikar), dels quals nou van sobreviure fins a l'edat adulta.